# Scorpaena agassizii
Rascasse aile-longue
Espèce
Scorpaena agassizii est une espèce de poissons de la famille des Scorpaenidae.